# Bernard de Saxe-Weimar-Eisenach (1878-1900)
Le prince Bernard de Saxe-Weimar-Eisenach (Bernhard Carl Alexander Hermann Heinrich Wilhelm Oscar de la Friedrich-Franz Peter; 18 avril 1878 – 1er octobre 1900) est un membre de la Maison grande-ducale de Saxe-Weimar-Eisenach et un lieutenant dans l'Armée prussienne. Il porte le titre de "prince de Saxe-Weimar-Eisenach, duc de Saxe" avec le prédicat d'"Altesse".

## Biographie
Il est né à Weimar le second fils de Charles-Auguste de Saxe-Weimar-Eisenach (1844-1894) et de son épouse Pauline de Saxe-Weimar-Eisenach. Il est le frère cadet du dernier grand-duc de Saxe-Weimar-Eisenach, Guillaume-Ernest de Saxe-Weimar-Eisenach.
Étroitement liée à la Famille Royale néerlandaise depuis son jeune âge, le prince Bernard est vu comme le mari idéal de la jeune reine Wilhelmine des Pays-Bas et est amenée à se regarder elle-même comme sa future épouse, avec sa mère, la reine Emma, favorable au mariage. Même si un engagement est signalé comme proche à de nombreuses reprises, la jeune reine n'est pas favorable au mariage, décrivant son cousin le prince Bernard comme "pas beau" et n'ayant "pas de sens".
Comme la reine Wilhelmine n'a pas retourné son affection au prince Bernard, il en fait une dépression, et meurt à l'âge de 22 ans à Weimar. Sa mort soudaine est le résultat de tuberculose bien qu'il y ait des rumeurs de suicide. Peu de temps après sa mort, la reine Wilhelmine annonce ses fiançailles avec le duc Henri de Mecklembourg-Schwerin.